# Liste der Pfarren im Stadtdekanat 4/5 (Erzdiözese Wien)
Das Stadtdekanat 4/5 ist ein Dekanat im Vikariat Wien Stadt der römisch-katholischen Erzdiözese Wien.
Es umfasst die Pfarren im 4. Wiener Gemeindebezirk Wieden und 5. Wiener Gemeindebezirk Margareten mit rund 33.000 Katholiken. Von den Pfarrkirchen liegen vier auf der Wieden und drei in Margareten.

## Pfarren mit Kirchengebäuden und Kapellen
| Pfarrverband | Pfarre                                 | Teilgemeinden                                        | Ink. | Seit          | Patrozinium          | Kirchengebäude und Kapellen |                                     |
| ------------ | -------------------------------------- | ---------------------------------------------------- | ---- | ------------- | -------------------- | --- | ----------------------------------- |
| Margareten   | Auferstehung Christi                   |                                                      |      | 1939          | Auferstehung Christi | Pfarrkirche Auferstehung Christi Rektoratskirche Herz Jesu | Pfarrkirche Auferstehung Christi    |
| Margareten   | St. Josef zu Margareten                |                                                      |      | 1783          | St. Josef            | Pfarrkirche St. Josef zu Margareten , Rektoratskirche hl. Johannes der Täufer, Hundsturmer Kapelle | Pfarrkirche St. Josef zu Margareten |
|              | Zur frohen Botschaft (bis 2016 Wieden) | St. Elisabeth St. Florian St. Thekla Wieden-Paulaner |      | 1783 neu 2017 | Frohe Botschaft      | Pfarrkirche hl. Elisabeth, Pfarrkirche hl. Florian, Paulanerkirche, Pfarrkirche St. Thekla Rektoratskirche St. Karl Borromäus, Kapelle im Studentenheim der Akademikerhilfe, Schlosskapelle Oberes Belvedere, Klarissen-Anbetungskirche, Kapelle im Hartmannspital, Kapelle im Palais der Apostolischen Nuntiatur, Kirche Mariä Heimsuchung, Kapelle des Vereins Unsere Liebe Frau vom Heiligsten Herzen |                                     |

Zur ehemaligen Pfarre St. Elisabeth (1866–2016) siehe St. Elisabeth (Wien-Wieden).

Zur ehemaligen Pfarre St. Florian (1783–2016) siehe Pfarrkirche St. Florian.

Zur ehemaligen Pfarre St. Karl Borromäus (1783–2016) siehe Wiener Karlskirche.

Zur ehemaligen Pfarre St. Thekla (1939–2016) siehe St. Thekla (Wien).

### Diözesaner Entwicklungsprozess
Am 29. November 2015 wurden für alle Pfarren der Erzdiözese Wien Entwicklungsräume definiert. Die Pfarren sollen in den Entwicklungsräumen stärker zusammenarbeiten, Pfarrverbände oder Seelsorgeräume bilden. Am Ende des Prozesses sollen aus den Entwicklungsräumen neue Pfarren entstehen. Im Stadtdekanat 4/5 wurden folgende Entwicklungsräume festgelegt:
- Auferstehung Christi und St. Josef zu Margareten
- St. Elisabeth, St. Florian, St. Karl Borromäus, St. Thekla und Wieden (seit 1. Jänner 2017 Pfarre Zur frohen Botschaft[2])

## Dechanten
- 2001–? Franz Scharl
- seit ? Wolfgang Unterberger[3]